# Igor Lewczuk
Igor Lewczuk (født 30. maj 1985 i Białystok, Polen) er en polsk fodboldspiller, der spiller som forsvarsspiller i FC Girondins de Bordeaux.

## Titler
- Polske liga: 1
  - 2015/16 med Legia Warszawa

- Polsk Pokalturnering: 4
  - 2009/10 med Jagiellonia Bialystok
  - 2013/14 med Zawisza Bydgoszcz
  - 2014/15, 2015/16 med Legia Warszawa